# 模拟炒股
模擬炒股，又稱作虛擬證券交易，是通過計算機軟件模擬現實中的證券交易市場，多數平台采取和證券交易所相同或相近的交易規則，用戶可以進行買賣和其他委托操作，而用戶在系統中的交易行為不會產生實際的資金流動，從而不會產生財務風險。模擬炒股可能有助於投資者積累市場經驗，體驗不同投資策略，實現教育目的。除了股市，模擬交易也可能包括權證、外匯、期貨等其他市場。
模擬交易平台大部分是免費供用戶使用，但也有一些服務提供商會收費。